# Église Prince Vladimir
L'église Prince Vladimir ou église Saint-Vladimir ou église blanche (en russe : Кня́зе-Влади́мирская це́рковь, Князь-Влади́мирская це́рковь, Бе́лая це́рковь) est un édifice religieux orthodoxe, situé dans la ville d'Irkoutsk dans la rue Kachtakovskaïa. Son architecture est de style ouzorotché tardif.

## Historique
C'est le 15 juillet 1888 que cette église a été mise en chantier grâce aux dons du marchand V. A. Litvintseva. C'est l'architecte Vladislav Koudelski (1838-1893) qui établit les plans. En 1903 est adjoint un monastère pour homme le monastère Prince Vladimir d'Irkoutsk. Ce dernier est fermé en 1922 durant la période soviétique.
Mais l'église est toujours ouverte au culte.
Dans les années 1990 l'édifice est rendu à l'éparchie d'Irkoutsk et d'Angara. 